# Ricercar (label)
Pour les articles homonymes, voir Ricercar (homonymie).
Ricercar est un label discographique belge de musique classique, filiale de la société Outhere.

## Histoire
Ricercar est fondé en 1980 par le musicologue spécialisé en musique ancienne Jérôme Lejeune, et est consacré à l'exploration et à la promotion du répertoire de musique ancienne et baroque. Parmi les enregistrements importants, on peut noter l'Euridice de Giulio Caccini, ou les enregistrements consacrés à la polyphonie franco-flamandes.
Bien que la musique ancienne et baroque soit le centre de gravité de l'action du label, Ricercar travaille aussi à l'amélioration de la reconnaissance de la richesse de l'histoire musicale de la Belgique et des Pays-Bas, quelle que soit la période historique, avec par exemple l'enregistrement de l'intégrale de l’œuvre de Guillaume Lekeu, l'exhumation d'œuvres inédites de César Franck ou encore la publication d'opéras d'André-Modeste Grétry. En décembre 2020, le label fête ses 40 ans avec la sortie d'un coffret 31 CD entièrement consacré à la musique baroque allemande,.

## Artistes principaux
Parmi les artistes ayant collaboré avec Ricercar, on peut citer : Mark Minkowski, Philippe Herreweghe avec le Collegium Vocale Gent et la Chapelle Royale, Bernard Foccroulle, et Philippe Pierlot et le Ricercar Consort. Le label promeut un nombre important de musiciens belges, dans leur projet de se faire l'ambassadeur du monde musical de la Belgique.

## Distinctions et accueil
Pour le Crescendo Magazine, Ricercar, « c’est un label d’excellence, une marque internationalement reconnue et qui nous invite toujours à de nouvelles découvertes et à sortir des sentiers battus éditoriaux. Crescendo Magazine rencontre Jérôme Lejeune que l’on retrouve en plein travail sur les œuvres d’Andreas Hammerschmidt ».
Ricercar a publié plus de 400 enregistrements, dont le travail de recherche a été abondamment salué par la presse. Le label a reçu des prix comme les Choc de Classica, Diapason d'or, Gramophone Recording of the Year, et l'International Classical Music Award (ICMA).